# Список глав государств в 275 году
Список глав государств в 274 году — 275 год — Список глав государств в 276 году — Список глав государств по годам

## Африка
- Мероитское царство (Куш) — Тамелердеамани, царь (266 — 286)

## Азия
- Вакатака — Праварасена I, император (270 — 330)
- Гассаниды — Талабах ибн Амр, царь (270 — 287)
- Гупта — Шри Гупта, махараджа (240 — 280)
- Дханьявади — Тюрия Патипат, царь[англ.] (245 — 298)
- Западные Кшатрапы — Рудрасена II, махакшатрап (255 — 277)
- Иберия — Аспаруг I, царь (265 — 284)
- Китай (Период Троецарствия):
  - Западная Цзинь — У-ди (Сыма Янь), император (265 — 290)
  - У — Сунь Хао, император (264 — 280)
- Корея (Период Трех государств):
  - Конфедерация Кая — Мапхум, ван (259 — 291)
  - Когурё — Сочхон, тхэван (270 — 292)
  - Пэкче — Кои, король (234 — 286)
  - Силла — Мичху, исагым (262 — 284)
- Кушанское царство — Канишка III, царь (255 — 275)
- Лахмиды (Хира) — Амр I ибн Ади, царь (268 — 295)
- Паган — Хти Мин Ин, король[англ.] (242 — 299)
- Персия (Сасаниды) — Бахрам I, шахиншах (273 — 276)
- Раджарата — Джеттха Тисса I, король (267 — 277)
- Тоба — Тоба Ливэй, вождь (219 — 277)
- Чера — Перумкадунго, царь (257 — 287)
- Япония — Одзин, император (270 — 310)

## Европа
- Боспорское царство:
  - Рескупорид V, царь (240 — 276)
  - Синг, царь (258 — 276)
- Ирландия — Кайрбре Лифехайр, верховный король (267 — 284)
- Римская империя:
  - Аврелиан, римский император (270 — 275)
  - Тацит, римский император (275 — 276)
  - Аврелиан, консул (275)
  - Марцеллин, консул (275)

## Галерея

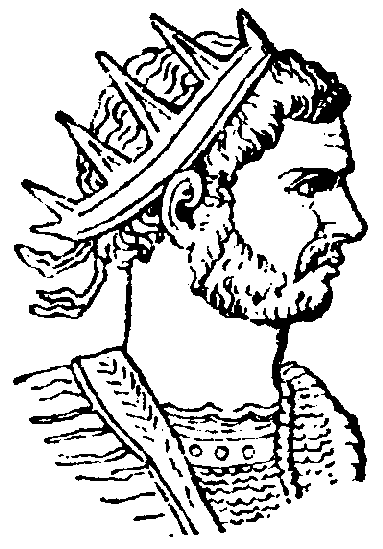
Аврелиан 270—275 Римский император
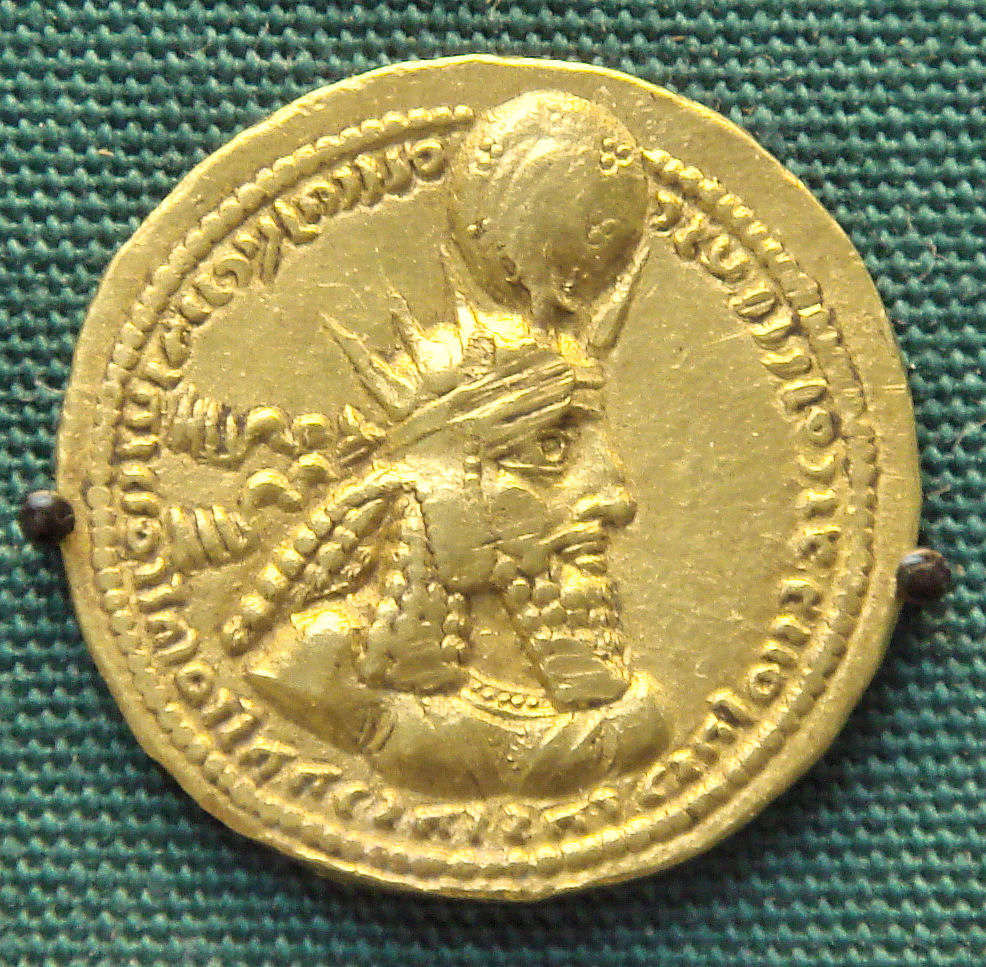
Бахрам I 273—276 Шахиншах Персии
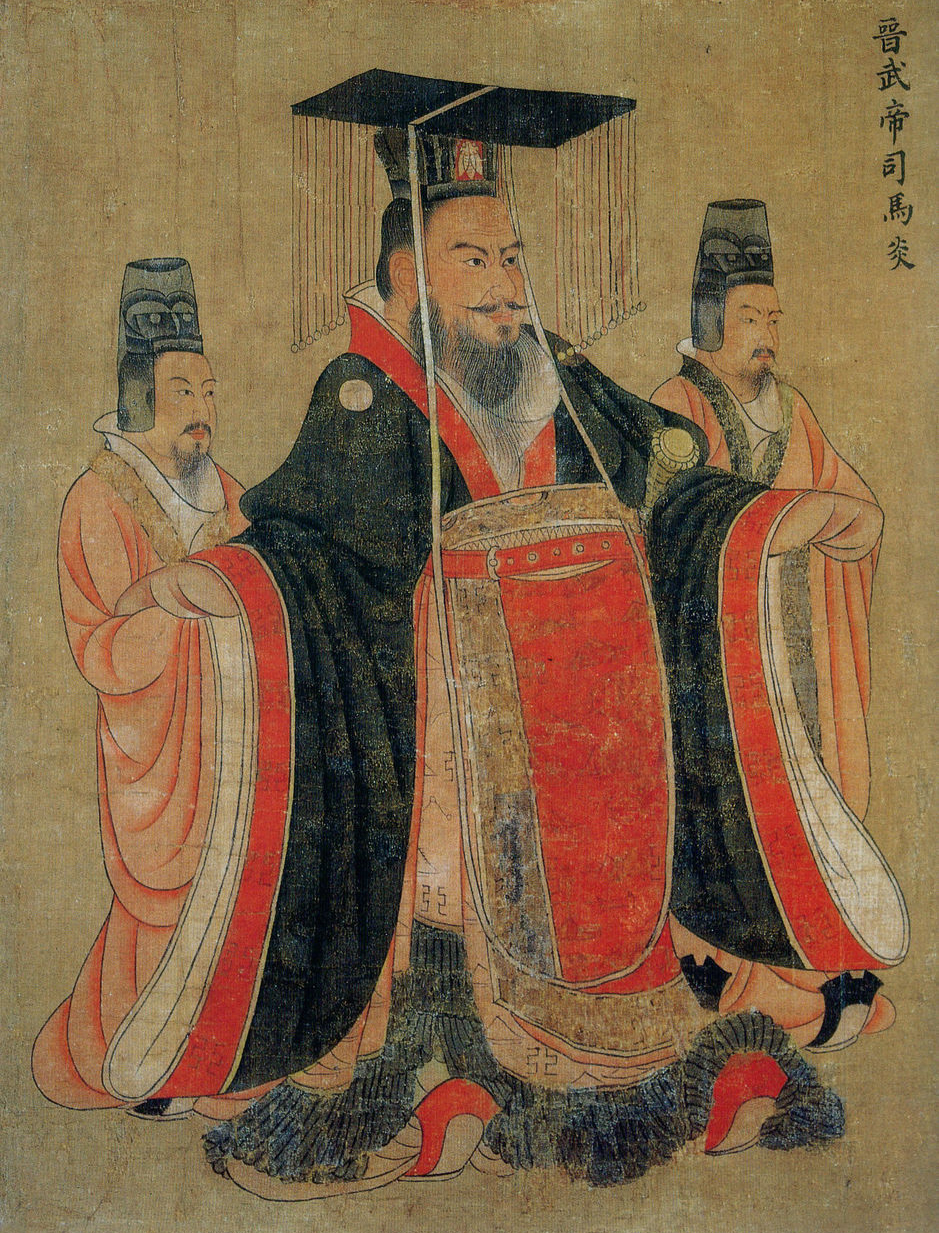
У-ди 265—290 Император Западной Цзинь
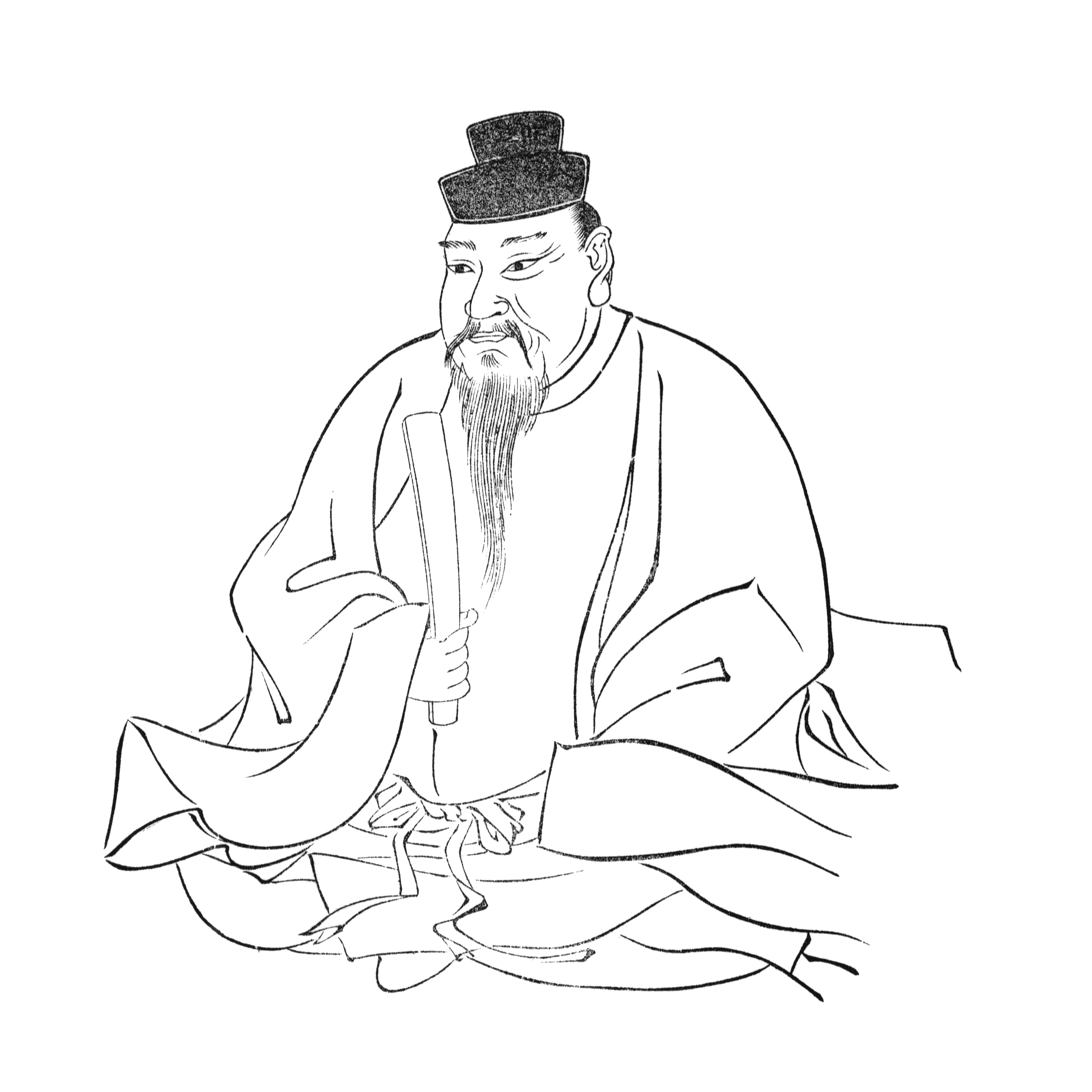
Одзин 270—310 Японский император